# 1 + 2 + 3 + 4 + …

Primele patru sume parțiale ale sumei 1 + 2 + 3 + 4 + ⋯

În analiza matematică, suma tuturor numerelor naturale, 1 + 2 + 3 + 4 + ... este o serie divergentă. A n-a sumă parțială a seriei este „numărul triunghiular”
{\displaystyle \sum _{k=1}^{n}k={\frac {n(n+1)}{2}},}
ce crește nemărginit pentru n tinzând spre infinit.
Deși, la prima vedere, poate părea că seria nu are o valoare semnificativă, suma sa poate fi manipulată pentru a produce o serie de rezultate interesante din punct de vedere matematic, dintre care unele pot folosi și în alte domenii. De exemplu, folosind funcția zeta Riemann se obține rezultatul paradoxal:
{\displaystyle 1+2+3+4+\cdots =-{\frac {1}{12}}\,.}
În cazul particular al primelor n numere naturale, suma 1 + 2 + 3 + ... + n este ușor calculabilă:
{\displaystyle \sum _{k=1}^{n}k={\frac {n(n+1)}{2}}}
Suma respectivă este numită și suma lui Gauss, fiind un caz particular al sumei termenilor unei progresii aritmetice cu rația 1.